# Le cauchemar
Le cauchemar je francouzský němý film z roku 1896. Režisérem je Georges Méliès (1861–1938). Film byl natočen na zahradě jeho domu v Montreuil ve Francii. Sám Méliès si ve filmu zahrál spícího muže.

## Děj
Film zachycuje muže v posteli, který se ve snu probudí a vidí před sebou mladou ženu, se kterou začne flirtovat. Muž jí chce obejmout, ale dívka se vzpápětí promění v potulného zpěváka. Když ho muž chytne, z potulného zpěváka se stane pierot, který brzy nato uteče oknem. Z okna se přiblíží měsíc, který má lidskou tvář, a kousne spícího muže za ruku. Muž ho praští a měsíc se navrátí na svou pozici. Noční můra tím ale nekončí, k muži se vrátí tři postavy, které ho začnou v posteli týrat. Muž se opravdu probudí, zjistí, že se nic neděje, a znovu zalehne do postele.